# Genty-Cathiard
La société Genty-Cathiard est un groupe de distribution français fondé en 1959 et basé à Sassenage. Le groupe Genty-Cathiard est racheté par la société Rallye en 1990.

## Histoire
La groupe Genty-Cathiard est fondée en 1959 par la fusion des sociétés Cathiard et Genty S.A. et basé à Sassenage.
Le 21 août 1969, Genty-Cathiard ouvre à Saint-Martin-d'Hères le tout premier hypermarché de l'agglomération grenobloise sous l'enseigne RECORD I.
Enseignes du groupe Genty-Cathiard à partir de 1979

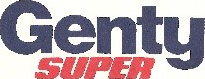
Genty SUPER.
Genty RECORD.

- Genty SERVICE (Magasin de proximité)
- Genty SUPER (Supermarché)
- Genty RECORD (Hypermarché)

En 1983, l'entreprise grenobloise Genty-Cathiard, qui possède les supérettes Genty et la Société Alpine de Sport, avec les enseignes Team 5, se porte acquéreur de Go Sport (pour Grenoble Olympique Sport), créée en 1979, qui possède alors 11 points de vente. La même année l'entreprise est transférée du marché « hors-cote spécial » vers le Second Marché de la Bourse de Paris.
En 1988, Genty-Cathiard acquiert également le groupe Courir détail de chaussures de sport.
En 1990, Rallye acquiert en février 60 % de la société grenobloise Genty-Cathiard pour 1,65 milliard de francs. Le groupe récupère les hypers et supermarchés Genty ainsi que la chaîne d'articles de sports Go Sport.
En 1992, Rallye reprend les activités de Casino (supermarchés, hypermarchés et cafétérias). L'enseigne Casino est généralisée à tout le groupe.
Après la vente de leur groupe, Daniel et Florence Cathiard investissent dans un vignoble, le Château Smith Haut Lafitte, qu'ils modernisent en y construisant un hôtel de luxe, un restaurant étoilé, et un institut dit de vinothérapie qui crée et distribue des produits de beauté à base d'huile de pépins de raisin : les produits Caudalie, en vente dans les pharmacies,.